# Marginea (okręg Bacău)
Marginea – wieś w Rumunii, w okręgu Bacău, w gminie Oituz. W 2011 roku liczyła 587 mieszkańców.